# بالد ایگل (مینه‌سوتا)
بالد ایگل (به انگلیسی: Bald Eagle) یک منطقهٔ مسکونی در ایالات متحده آمریکا است که در شهر خرس سفید واقع شده‌است. بالد ایگل ۲۷۷٫۰۷ متر بالاتر از سطح دریا واقع شده‌است.